# Phia Saban
Sophia Alison M. "Phia" Boreham Saban (* 19. September 1998 in London) ist eine britische Schauspielerin.

## Leben
Saban wurde in London geboren. Einem breiten Publikum wurde sie 2022 durch die Darstellung der Aelfwynn, Tochter von Æthelflæd und dem Dänen Erik, im Netflix Original The Last Kingdom bekannt. Im selben Jahr verkörperte sie die Rolle der Helaena Targaryen in zwei Episoden der Serie House of the Dragon, basierend auf dem Buch Feuer und Blut – Erstes Buch: Aufstieg und Fall des Hauses Targaryen von Westeros von George R. R. Martin.

## Filmografie (Auswahl)
- 2022: The Last Kingdom (Fernsehserie, 10 Episoden)
- seit 2022: House of the Dragon (Fernsehserie)